# YJ-83
El YJ-83 (chino :鹰击-83; pinyin: yingji-83 ; en español: 'golpe de águila 83'; nombre de informe de la OTAN: CSS-N-8 Saccade) es un misil de crucero antibuque subsónico chino. Es fabricado por la Tercera Academia de la Corporación de Industria y Ciencia Aeroespacial de China.

## Descripción
El YJ-83 utiliza microprocesadores y una unidad de referencia inercial (IRU); estos son más compactos que los componentes electrónicos equivalentes utilizados en el YJ-8 y el C-802 de exportación, lo que permite que el YJ-83 tenga un alcance de 180 km a Mach 0,9. El misil está propulsado por el turborreactor chino CTJ-2 y lleva una ojiva de fragmentación altamente explosiva de 190 kg. La guía terminal se realiza mediante un radar activo.
El YJ-83K lanzado desde el aire tiene un alcance de 180 km, una velocidad de crucero de Mach 0,9 y una ojiva semiperforante de alto explosivo de 165 kg. El mejorado YJ-83KH utiliza un buscador de imágenes por infrarrojos y tiene un alcance de 230 km; supuestamente puede recibir correcciones de rumbo mediante enlace remoto.
El YJ-83 entró en servicio con la Armada del Ejército Popular de Liberación chino entre 1998 y 1999, equipando un gran número de sus buques de guerra de superficie. El YJ-83K es el misil antibuque estándar que porta la Fuerza Aérea Naval del Ejército Popular de Liberación; Estados Unidos informó sobre el uso en 2014. La Fuerza Aérea del Ejército Popular de Liberación estaba utilizando el YJ-83K en febrero de 2020.

## Historial operativo
El 14 de julio de 2006, durante la Guerra del Líbano de 2006, Hezbolá disparó dos misiles C-802 de fabricación china con buscadores de radar iraníes mejorados. El primero impactó contra un carguero egipcio con bandera camboyana a 60 kilómetros de la costa. El otro alcanzó la corbeta INS Hanit, de la clase Sa'ar 5, de la Armada israelí, que patrullaba a 8,5 millas náuticas de la costa de Beirut. El misil impactó en la grúa no sigilosa de la corbeta cerca de la plataforma trasera para helicópteros; la explosión agujereó la plataforma, prendió fuego al almacenamiento de combustible y mató a cuatro miembros de la tripulación. El incendio se extinguió después de cuatro horas y el Hanit regresó a Ashdod por sus propios medios para realizar reparaciones durante tres semanas. Los sistemas automáticos antimisiles de la corbeta fueron desactivados antes del ataque; Israel no sabía que Hezbolá tenía C-802 y había preocupaciones sobre el fuego amigo con la Fuerza Aérea de Israel.
En octubre de 2016, un misil de crucero lanzado por los hutíes en Yemen dañó el HSV-2 Swift, un barco de transporte catamarán desarmado bajo control de los Emiratos Árabes Unidos (que se oponen a los hutíes en la guerra civil de Yemen). El análisis de los daños causados por ese misil llevó a los expertos a creer que se trataba de un C-802, ya que el misil tenía una ojiva penetradora formada explosivamente (EFP).

## C-802A

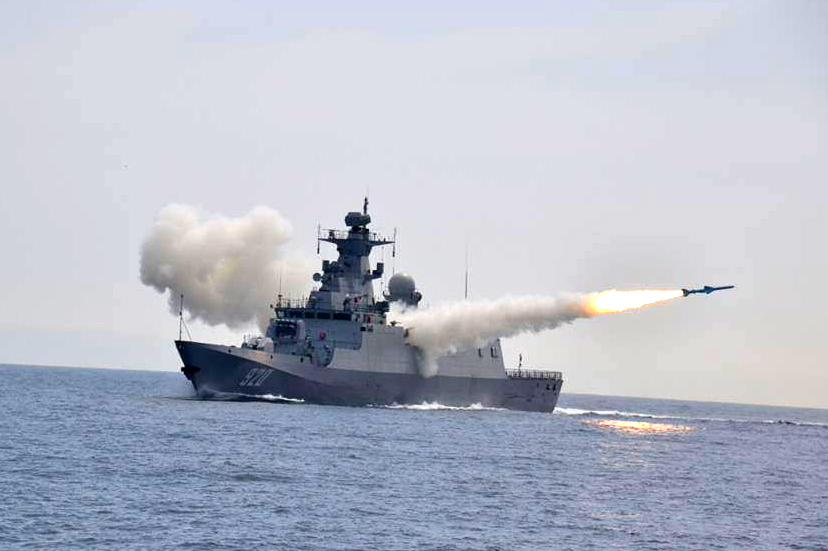
C-802

El C-802 precede al YJ-83, estrechamente relacionado. Está propulsado por el turborreactor francés TRI 60-2 y tiene un alcance de 65 millas náuticas (120 km). El ejército estadounidense considera que el C-802 forma parte de la familia YJ-83. El C-802 es a veces y erróneamente considerado la versión de exportación del YJ-82; los dos son desarrollos separados.
El C-802A y el C-802AK son las variantes de exportación lanzadas desde tierra y aire. El C-802A tiene un alcance de 97 millas náuticas (180 km).